# ロケットマン (競走馬)
ロケットマン (Rocket Man) はシンガポールの競走馬。地元シンガポールの短距離競走を総なめにし、国際競走でも活躍を続けた。

## 戦跡

### 2008年 - 2009年
デビュー戦を3馬身差で勝利すると、その後4連勝でシンガポール3歳スプリントを勝利し重賞初制覇。更にその後3連勝でライオンシティカップも勝利し、無敗でG1を勝利する。デビュー以来7連勝で臨んだ国際競走クリスフライヤーインターナショナルスプリントこそ香港の最強スプリンター、セイクリッドキングダムに敗れたが、それでも僅差の2着と改めてそのスピードを示した。その後は香港スプリントを目標に調整されていたが、右前脚の管骨にひびが見つかったため年内休養が発表された。

### 2010年
2010年、復帰戦を4馬身1/2差で快勝し、陣営は初めての海外遠征を敢行。ドバイゴールデンシャヒーンへ出走させるが、ここでもアメリカのキンセールキングに半馬身及ばない2着に敗れた。その後は国内のライオンシティカップを連覇し、迎えた3度目の国際競走クリスフライヤーインターナショナルスプリントに出走するが、重馬場だったが香港のグリーンバーディーの僅差の2着と、香港馬に返り討ちされた。その後は日本のスプリンターズステークス参戦が発表され、鞍上もスプリンターズステークス優勝経験のあるフェリックス・コーツィーを迎えて復帰戦のウッドランズハンディキャップを快勝、遠征に向けて上々の出だしだと思われた矢先に馬体重が戻らないことを理由にスプリンターズステークスを回避、前年出走が叶わなかった香港スプリントを目標にすることが発表された。その後はガーデンシティトロフィーを勝利し、予定通り香港に遠征。前哨戦のジョッキークラブスプリントを地元のワンワールドと同着ながら勝利し、シンガポール国外で初勝利を飾った。しかし香港スプリントで南アフリカのジェイジェイザジェットプレーンに及ばず僅差の2着に敗れた。

### 2011年
復帰戦を5馬身3/4差で快勝し、陣営は再びドバイゴールデンシャヒーン出走を決定する。当初は前年の覇者キンセールキングやジェイジェイザジェットプレーンも出走表明をしていたが、前者は直前で回避、後者は芝のアルクォズスプリントに回った為、2着のユーロイヤーズに2馬身1/4差で快勝し、初めて国際G1を勝利した。さらに、帰国緒戦のライオンシティカップを5馬身差快勝で3連覇すると、3年連続の出走となったクリスフライヤーインターナショナルスプリントでは、過去に敗れたセイクリッドキングダムやグリーンバーディらを相手に勝利し、ようやく地元での大一番を勝利した。クランジステークスを1走（1着）したあと、10月にはJRAのスプリンターズステークスに出走。圧倒的1番人気に支持されるも、直線で伸び切れずカレンチャンの4着に終わり、生涯初めて連対を外した。その後、11月のストームレーサー2003ステークスに勝利し、12月の香港スプリントに出走するも初の二桁着順となる12着に終わっている。

### 2012年 - 2016年
復帰戦を4馬身3/4差で快勝し、3月のドバイゴールデンシャヒーンに出走。ジャイアントライアンとの激しい主導権争いから直前で一旦先頭になったが、バーレーンのクリプトンファクターの2着で連覇はならなかった。帰国緒戦のライオンシティカップを4連覇した。このあと5月20日のクリスフライヤーインターナショナルスプリントに出走を予定していたが、脚部不安のため直前で回避し、2012年シーズンを棒に振った。2013年にはクリスフライヤーインターナショナルスプリントで復帰する予定だったが、再度脚部不安になり回避。長期休養で3年以上実戦から離れた。10歳を超えても復帰に意欲を見せ、2015年のブリーダーズカップ・ワールド・サラブレッド・チャンピオンシップ(本年はキーンランド競馬場で開催)の中でブリーダーズカップ・スプリントかブリーダーズカップ・ターフスプリントを目標にアメリカ遠征で復帰するプランを明かした。しかし脚部が思わしくないため登録を見送った。
その後はリハビリを続けながらじっくり脚部を回復させて2016年3月8日、クランジ競馬場で行われた無観客のトライアルレースで4年ぶりの実戦復帰。6頭立ての1000メートルで実施され、4着に終わった（通算戦績に含まれない）。そして、同年12月1日に正式に引退が発表された。

## 競走成績
| 年月日     | 競馬場   | 競走名                         | 格   | 頭数 | （人気） | 着順 | 騎手           | 斤量 | 距離（馬場）  | タイム  | タイム 差 | 勝ち馬/（2着馬）    |
| ---------- | -------- | ------------------------------ | ---- | ---- | -------- | ---- | -------------- | ---- | ------------- | ------- | --------- | ------------------- |
| 2008.10.19 | クランジ | 2歳3歳限定未勝利               |      | 12   | （2人）  | 01着 | R.フラッド     | 53   | 芝1200m（良） | 1:10.1  | 3         | (Classic Express)   |
| 0000.11.09 | クランジ | オープン                       |      | 9    | （1人）  | 01着 | B.ヴォルスター | 55   | 芝1200m（良） | 1:09.7  | 5         | (Best Knight)       |
| 0000.11.21 | クランジ | オーキッドＴ                   | SIN3 | 8    | （1人）  | 01着 | R.フラッド     | 57   | 芝1200m（良） | 1:09.8  | 1 1/2     | (Powerful Ruler)    |
| 2009.01.18 | クランジ | シンガポール3歳スプリント      | SIN3 | 9    | （1人）  | 01着 | R.フラッド     | 57   | 芝1200m（良） | 1:09.6  | 5         | (Powerful Ruler)    |
| 0000.02.13 | クランジ | オープン                       |      | 8    | （1人）  | 01着 | R.フラッド     | 50.5 | 全1200m（良） | 1:10.9  | 10        | (Zizou)             |
| 0000.03.27 | クランジ | クランジスプリント             | SIN3 | 11   | （1人）  | 01着 | R.フラッド     | 50   | 芝1200m（良） | 1:08.6  | 5         | (Richest Gift)      |
| 0000.04.24 | クランジ | ライオンシティC                | SIN1 | 11   | （1人）  | 01着 | R.フラッド     | 55.5 | 芝1200m（良） | 1:08.7  | 3         | （Lim's Fighter）   |
| 0000.05.17 | クランジ | クリスフライヤー国際スプリント | SIN1 | 13   | （1人）  | 02着 | R.フラッド     | 55.5 | 芝1200m（良） | 1:07.87 | クビ      | Sacred Kingdom      |
| 2010.02.07 | クランジ | クランジS A                    |      | 8    | （1人）  | 01着 | R.フラッド     | 59.5 | 全1200m（良） | 1:10.89 | 5         | (Switchblade)       |
| 0000.03.27 | メイダン | ドバイゴールデンシャヒーン     | G1   | 10   |          | 02着 | R.フラッド     | 57   | 全1200m（良） |         | 1/2       | Kinsale King        |
| 0000.04.24 | クランジ | ライオンシティC                | SIN1 | 9    | （1人）  | 01着 | R.フラッド     | 57.5 | 芝1200m（稍） | 1:09.18 | 2 1/2     | (Waikato)           |
| 0000.05.16 | クランジ | クリスフライヤー国際スプリント | G1   | 10   | （1人）  | 02着 | R.フラッド     | 57   | 芝1200m（稍） | 1:09.66 | クビ      | Green Birdie        |
| 0000.09.05 | クランジ | ウッドランズHC                 | SIN3 | 8    | （1人）  | 01着 | F.コーツィー   | 59   | 全1200m（良） | 1:09.74 | 6         | (Bignic Boy)        |
| 0000.10.15 | クランジ | ガーデンシティT                | SIN3 | 4    | （1人）  | 01着 | B.ヴォルスター | 57.5 | 芝1200m（良） | 1:08.82 | 4         | (Fantastic Owners)  |
| 0000.11.21 | 沙田     | ジョッキークラブスプリント     | G2   | 12   | （6人）  | 01着 | F.コーツィー   | 58   | 芝1200m（堅） | 1:08.82 | 同着      | One World           |
| 0000.12.12 | 沙田     | 香港スプリント                 | G1   | 14   | （2人）  | 02着 | F.コーツィー   | 57   | 芝1200m（良） | 1:08.84 | アタマ    | J J the Jet Plane   |
| 2011.03.05 | クランジ | クランジS A                    |      | 6    | （1人）  | 01着 | B.ヴォルスター | 59.5 | 全1200m（良） | 1:10.70 | 6         | (Capablanca)        |
| 0000.03.26 | メイダン | ドバイゴールデンシャヒーン     | G1   | 9    |          | 01着 | F.コーツィー   | 57   | 全1200m（良） | 1:11.28 | 2 1/2     | (Euroears)          |
| 0000.05.01 | クランジ | ライオンシティC                | SIN1 | 6    | （1人）  | 01着 | B.ヴォルスター | 57.5 | 芝1200m（良） | 1:08.85 | 5         | (Better Be the One) |
| 0000.05.22 | クランジ | クリスフライヤー国際スプリント | G1   | 10   | （1人）  | 01着 | F.コーツィー   | 57   | 芝1200m（良） | 1:09.14 | 5         | (Eclair Fastpass)   |
| 0000.08.28 | クランジ | クランジS A                    |      | 6    | （1人）  | 01着 | B.ヴォルスター | 59.5 | 全1200m（良） | 1:10.63 | 5         | (Flying Fulton)     |
| 0000.10.02 | 中山     | スプリンターズS                | GI   | 15   | （1人）  | 04着 | F.コーツィー   | 57   | 芝1200m（良） | 1:07.8  | 0.4       | カレンチャン        |
| 0000.11.11 | クランジ | クランジS A                    |      | 9    | （1人）  | 01着 | B.ヴォルスター | 59.5 | 全1200m（良） | 1:11.34 | 2         | (Merchant)          |
| 0000.12.11 | 沙田     | 香港スプリント                 | G1   | 14   | （4人）  | 12着 | B.ヴォルスター | 57   | 芝1200m（堅） | 1:09.84 | 0.86      | Lucky Nine          |
| 2012.03.04 | クランジ | クランジS A                    |      | 7    | （1人）  | 01着 | B.ヴォルスター | 59.5 | 全1200m（良） | 1:10.95 | 4.8       | (Rapido Star)       |

## 血統表
| ロケットマンの血統（ブラッシンググルーム系） / アウトブリード） | ロケットマンの血統（ブラッシンググルーム系） / アウトブリード） | ロケットマンの血統（ブラッシンググルーム系） / アウトブリード） | （血統表の出典）        | （血統表の出典）  |
| 父 Viscount 1998 黒鹿毛                                         | 父の父Quest for Fame 1987 黒鹿毛                                | Rainbow Quest                                                   | Blushing Groom          | Blushing Groom    |
| 父 Viscount 1998 黒鹿毛                                         | 父の父Quest for Fame 1987 黒鹿毛                                | Rainbow Quest                                                   | I Will Follow           |                   |
| 父 Viscount 1998 黒鹿毛                                         | 父の父Quest for Fame 1987 黒鹿毛                                | Aryenne                                                         | Green Dancer            | Green Dancer      |
| 父 Viscount 1998 黒鹿毛                                         | 父の父Quest for Fame 1987 黒鹿毛                                | Aryenne                                                         | Americaine              |                   |
| 父 Viscount 1998 黒鹿毛                                         | 父の母Antwerp 1988 鹿毛                                         | Sir Tristram                                                    | Sir Ivor                | Sir Ivor          |
| 父 Viscount 1998 黒鹿毛                                         | 父の母Antwerp 1988 鹿毛                                         | Sir Tristram                                                    | Isolt                   |                   |
| 父 Viscount 1998 黒鹿毛                                         | 父の母Antwerp 1988 鹿毛                                         | Diamond Lover                                                   | Sticks and Stones       | Sticks and Stones |
| 父 Viscount 1998 黒鹿毛                                         | 父の母Antwerp 1988 鹿毛                                         | Diamond Lover                                                   | Eight Carat             |                   |
| 母 Macrosa 1990 鹿毛                                            | 母の父McGinty 1979 鹿毛                                         | One Pound Sterling                                              | Sovereign Path          | Sovereign Path    |
| 母 Macrosa 1990 鹿毛                                            | 母の父McGinty 1979 鹿毛                                         | One Pound Sterling                                              | Doris White             |                   |
| 母 Macrosa 1990 鹿毛                                            | 母の父McGinty 1979 鹿毛                                         | Ernader                                                         | Serenader               | Serenader         |
| 母 Macrosa 1990 鹿毛                                            | 母の父McGinty 1979 鹿毛                                         | Ernader                                                         | Crystal Bar             |                   |
| 母 Macrosa 1990 鹿毛                                            | 母の母Dusky Rosa 1980 黒鹿毛                                    | Indian Conquest                                                 | Tamerlane               | Tamerlane         |
| 母 Macrosa 1990 鹿毛                                            | 母の母Dusky Rosa 1980 黒鹿毛                                    | Indian Conquest                                                 | Nokomis                 |                   |
| 母 Macrosa 1990 鹿毛                                            | 母の母Dusky Rosa 1980 黒鹿毛                                    | Surprising                                                      | Ribotlight              | Ribotlight        |
| 母 Macrosa 1990 鹿毛                                            | 母の母Dusky Rosa 1980 黒鹿毛                                    | Surprising                                                      | Surprise Ending F-No.18 |                   |

- 父のヴァイカウントはシャンペンステークスなどオーストラリアのGI3勝。祖父のクエストフォーフェイムは1990年のエプソムダービー馬で、1992年のジャパンカップにも出走しトウカイテイオーの11着。また、母の父のマクギンティもオーストラリアのGIを勝っており、1983年のジャパンカップにも出走しスタネーラの5着。
- 近親にはエボニーグローブ（オーストラリアンダービー、マッキノンステークス勝ちなど。1997年のジャパンカップでピルサドスキーの12着）がいる。